# Franz Martin
Pour les articles homonymes, voir Martin.
Franz Martin, né le 22 septembre 1882 à Salzbourg et mort le 5 décembre 1950 dans la même ville, est un historien de l'art et historien de région autrichien. 

## Biographie
Franz Martin, né le 22 septembre 1882 à Salzbourg, est le fils d'un tapissier. Il étudie à l'université de Vienne à partir de 1901. En 1903, il devient membre à part entière de l'Institut de recherche historique autrichien. À partir de 1920, il est membre de la Commission provinciale historique pour la Styrie. Franz Martin dirige les Archives provinciales de Salzbourg de 1924 à 1950. De 1921 à 1938 et à partir de 1945, il est président de la Gesellschaft für Salzburger Landeskunde. Il est l'auteur de nombreux livres et essais. En 1937, il est nommé archiviste général de l'État et, la même année, il reçoit l'honneur d'être membre correspondant de l'Académie des sciences de Vienne.
Franz Martin est marié et a quatre enfants. Il meurt le 5 décembre 1950 dans son appartement, au 3 Nonnberggasse, dans l'ancienne maison du juge du tribunal de l'abbaye de Nonnberg.
Il est inhumé dans le cimetière Saint-Pierre, au milieu du monde du vieux Salzbourg. 